# Сельское поселение «Село Ферзиково»
Сельское поселение «Село Ферзиково» — муниципальное образование в составе Ферзиковского района Калужской области России.
Центр — село Ферзиково.

## История
Границы и статус сельского поселения «Село Ферзиково» установлены Законом Калужской области № 7-ОЗ от 28 декабря 2004 года «Об установлении границ муниципальных образований, расположенных на территории административно-территориальных единиц „Бабынинский район“, „Боровский район“, „Дзержинский район“, „Жиздринский район“, „Жуковский район“, „Износковский район“, „Козельский район“, „Малоярославецкий район“, „Мосальский район“, „Ферзиковский район“, „Хвастовический район“, „Город Калуга“, „Город Обнинск“, и наделением их статусом городского поселения, сельского поселения, городского округа, муниципального района».

## Состав
В поселение входят 26 населённых мест:
- село Ферзиково
- деревня Александровка
- деревня Александровка
- деревня Бунаково
- деревня Высоцкое
- деревня Елькино
- разъезд Перерушево
- деревня Каменка
- деревня Китаево
- деревня Козловка
- деревня Комола
- деревня Криворезово
- деревня Кросна
- деревня Максимово
- деревня Меклешово
- деревня Мешково
- деревня Мосеевка
- деревня Наумово
- деревня Никольское
- деревня Новолоки
- деревня Перерушево
- деревня Петровка
- деревня Старо-Селиваново
- деревня Тибекино
- деревня Хомяково
- деревня Черкасово

## Население
| 2010  | 2012  | 2013  | 2014  | 2015  | 2016  | 2017  |
| ----- | ----- | ----- | ----- | ----- | ----- | ----- |
| 929   | ↗1043 | ↗1132 | ↗1435 | ↘1203 | ↘1142 | ↘1097 |
| 2018  | 2019  | 2020  | 2021  |       |       |       |
| ↘1026 | ↘971  | ↗972  | ↘920  |       |       |       |

Население сельского поселения составляет 929 человек.